# .dm
.dm là tên miền Internet cấp cao nhất dành cho quốc gia (ccTLD) của Dominica. Những người đăng ký tên miền cấp hai .dm sẽ được tự động gắn tên miền cấp ba với .com.dm, .net.dm, và .org.dm. Không có sự giới hạn người đăng ký, nhưng chúng vẫn không được sử dụng nhiều.